# نوروانفورماتیک

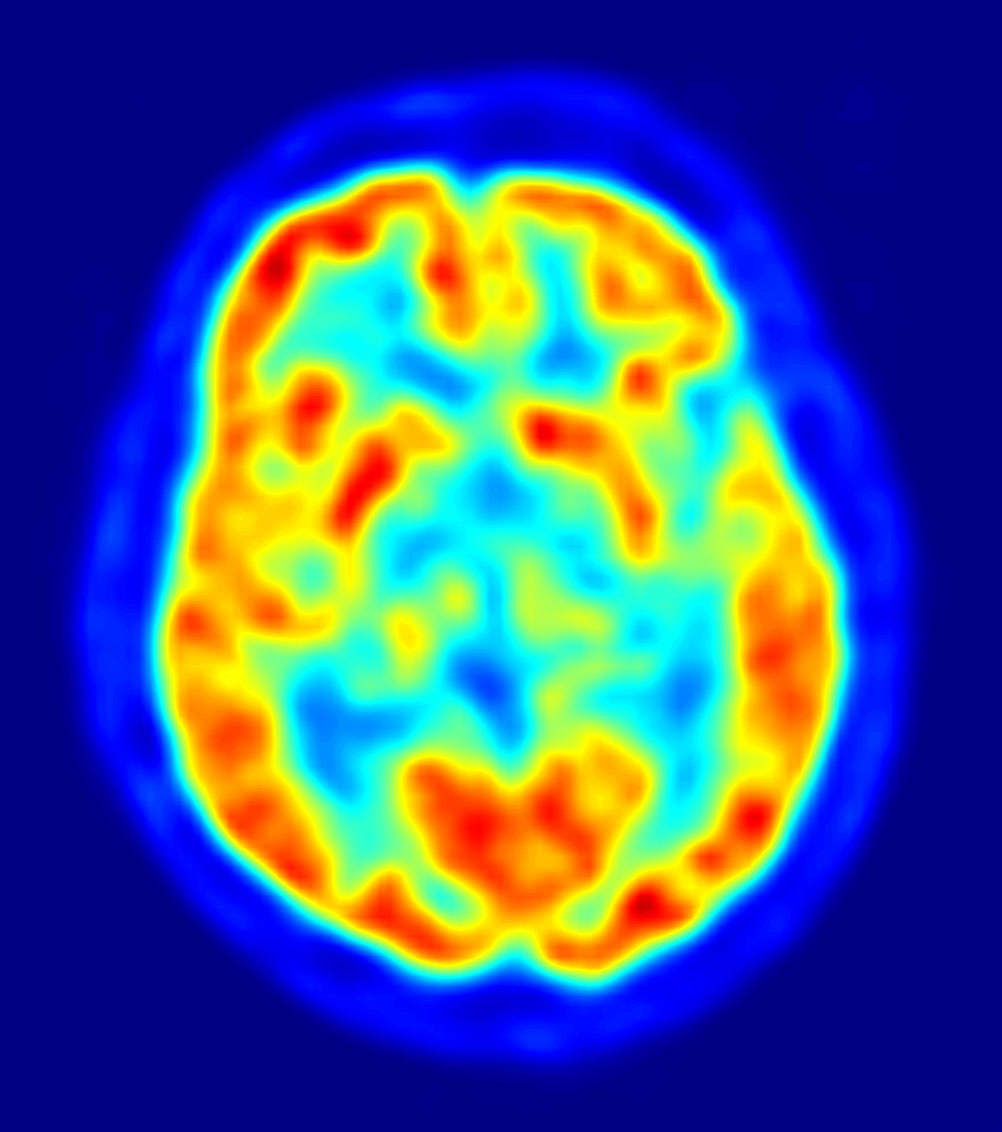
پردازش داده‌های عصبی و اطلاعات موجود در سیستم‌های عصبی

نوروانفورماتیک (به انگلیسی: Neuroinformatics) یک رشته مطالعاتی در رابطه با پردازش داده‌های عصبی و اطلاعات موجود در سیستم‌های عصبی است. نوروانفورماتیک دربارهٔ توسعهٔ داده‌های عصبی از طریق مدل‌های محاسباتی و ابزارهای تحلیل داده برای تجزیه و تحلیل عملکرد سیستم‌های عصبی و داده‌های تجربی که از طریق آزمایش تجربی بدست آمده‌اند می‌باشد. این داده‌ها شامل داده‌های مربوط به ژن، مولکول، ساختار سلول و شبکه‌ها و سیستم‌های عصبی است.

## شاخه‌های مختلف نوروانفورماتیک
مهم‌ترین قسمت برای داده‌های عصبی مرکز تجمع آنها یعنی مغز موجودات است؛ در سال‌های گذشته با توجه به جمع‌آوری میزان زیادی داده در مورد مغز، مسئلهٔ پردازش این داده‌ها بیش از پیش مورد توجه قرار گرفته‌است که این موضوع، محوری‌ترین بحثی است که در نوروانفورماتیک وجود دارد و دانشمندان را به سمت این رشته می‌کشاند؛ زیرا این داده‌ها بسیار پیچیده و ادغامی از قسمت‌های مختلف هستند که این موضوع را برای دانشمندان به یک چالش بدل کرده‌است.
نوروانفورماتیک را می‌توان ادغامی از علوم اعصاب (مغز) و علم اطلاعات دانست؛ با این پیش‌زمینه ۳ شاخهٔ اصلی وجود دارد که کارهای مربوط به نوروانفورماتیک به این شاخه‌ها تقسیم می‌شود:
- توسعهٔ ابزارها برای تجزیه و تحلیل و مدل‌سازی داده‌های عصبی
- توسعهٔ بانک‌های اطلاعاتی برای مدیریت داده‌های عصبی
- توسعهٔ مدل‌های محاسباتی و فرایندهای سیستم‌های عصبی

تلفیق دانسته‌ها و تحقیقات مربوط به مغز و علم اطلاعات مزایای زیادی را فراهم می‌آورد؛ از طرفی علم اطلاعات با معرفی فناوری‌های جدیدی برای تنظیم و ساختن مدل‌های محاسباتی، پایگاه‌های داده‌ها و پردازش اطلاعات راه‌های تحقیقات در علوم اعصاب را راحت می‌کند و از طرفی هم تحلیل و تحقیق در علوم اعصاب روش‌های جدید محاسباتی و تحلیلی را مشخص می‌کنند.

## تاریخچه
با پیشرفت علوم عصبی و علم اطلاعات که باعث شد ادغام این دو علم ممکن گردد، مبانی نوروانفورماتیک به عنوان یک علم جدید در دهه ۱۹۸۰ پایه‌گذاری شد. ارتباط ساختارها و کارکردهای پیچیده سیستم عصبی نیاز به هماهنگی بین حوزه‌های متنوع دانش، ادغام در سطوح مختلف تحقیق و تلفیق رویکردهای فنی به ظاهر متفاوت، از مولکولها تا رفتار سلول‌های عصبی دارد. چالش نوروانفورماتیک نیز فراهم کردن یک چارچوب اطلاعات محاسباتی یکپارچه برای تسهیل و پرورش چنین ساختارهایی است. در عمل، پیشرفت‌های عمده در تحقیقات ما از مغز نیاز به توسعه و استفاده از ابزارهای الکترونیکی مناسب برای پردازش، تصویرسازی، تبدیل، تجزیه و تحلیل داده‌های علوم عصبی دیجیتال دارد؛ چنین چالشی راه حل اساسی برای پیشگیری، تشخیص و درمان بیماری‌های مغزی است. این علم هنوز در مراحل ابتدایی خود است و درواقع تلاشی است برای یک چشم‌انداز تاریخی در زمینهٔ علوم اعصاب.

در سال ۱۹۸۹ میلادی مؤسسه ملی سلامت روان ایالات متحدهٔ آمریکا به همراه چند مؤسسهٔ دیگر، تیمی را تشکیل دادند تا وظیفهٔ مطالعه و تحقیق روی این زمینه که چگونه فناوری اطلاعات می‌تواند ابزارهایی را که برای پیشرفت بهتر علوم اعصاب و به کارگیری بیشتر داده‌های عصبی، نیاز هستند برعهده بگیرند. در سال ۱۹۹۱ اولین گزارش‌ها حاکی از مثبت بودن تحقیقات بود که باعث شد «پروژهٔ مغز انسان» بوجود آید و در سال ۱۹۹۳ اولین کمک‌های مالی به این پروژه اختصاص یافت؛ این پروژه تا سال ۲۰۰۴ بگونه‌ای پیشرفت داشت که حدود ۱۰۰ میلیون دلار کمک مالی دریافت کرد و از مهم‌ترین پروژه‌های ایالات متحده بود که از طریق چندین مؤسسه و سازمان پشتیبانی می‌شد. پس از جهانی شدن این پروژه مقالاتی با تلاش دانشمندان از چندین کشور در زمینهٔ بیوانفورماتیک منتشر شد که از دو قسمت عمده تشکیل می‌شدند:
- تنوع زیستی
- نوروانفورماتیک

که این مقالات باعث به وجود آمدن بیشتر تحقیق‌های مختلف در زمینهٔ نوروانفورماتیک شدند.

## تحقیقات انجام شده در ایران در زمینهٔ نوروانفورماتیک
در ایران رشته نوروانفورماتیک در زیر رشته‌های مهندسی و علوم کامپیوتر و رشته زیست‌شناسی و رشتهٔ پزشکی (در تخصص مغز و اعصاب) قرار می‌گیرد و جزو رشته‌های دانشگاهی محسوب نمی‌شود اما در قسمت‌های مختلف و در دانشگاه‌هایی همچون صنعتی شریف، تهران و بهشتی در این رابطه تحقیق می‌شود و در آزمایشگاه‌ها یا در تحقیقات مشترک بین دانشگاهی، مقالاتی هم چاپ شده‌است. از طرفی در پژوهشگاه‌های مختلف از جمله انجمن علوم اعصاب ایران و پژوهشگاه رویان تحقیقاتی در این زمینه صورت گرفته‌است.

## ابزار مورد استفاده در نوروانفورماتیک
نرم‌افزارهای نوروانفورماتیک در مرحلهٔ اول به استفاده از علوم رایانه برای ایجاد پایگاه‌های داده، ابزار و شبکه برای تحقیقات علوم اعصاب مربوط می‌شوند. برخی از برنامه‌های نرم‌افزاری نوروانفورماتیک با ساخت داده‌ها درگیر هستند تا قالب‌های سازگار برای به اشتراک گذاری داده‌ها با سایرین را ایجاد کنند؛ به عنوان مثال برنامه BrainML سیستمی است که با گرفتن داده‌های اولیه از فعالیت‌های عصبی افراد، یک داده‌ی تجمیع شده با فرمت اکس‌ام‌ال استاندارد را از داده‌های استخراج یا پردازش شده و یا نتیجه‌ی پردازش روی داده‌های ورودی ارائه می‌دهد. به عنوان مثال، شبکه تحقیقات انفورماتیک زیست پزشکی (Birn) یک سیستم شبکه برای علوم اعصاب است که در آن منابع، خدمات، رابط‌ها و بانک‌های اطلاعاتی مشترک می‌توانند در یک محیط واحد توزیع شوند؛ این برنامه برای پیشبرد تشخیص و درمان بیماری شکل گرفت. هدف اصلی دیگر نرم‌افزارهای نوروانفورماتیک آنالیز و مدل‌سازی سیستم‌های عصبی است. به عنوان مثال برنامهٔ Budapest Reference Connectome یک مدل مغز سه بعدی آنلاین است که می‌تواند برای تجسم ارتباطات در مغز انسان استفاده شود.داده‌های پروژه‌ی تصویربرداری این برنامه از رزونانس مغناطیسی ۴۷۷ نفر به عنوان بخشی از پروژه پروژه (Human Connectome (HCP جمع شد.